# 牛至
牛至，又名滇香薷，歐洲語言中稱爲“奧勒岡”、“披薩草”或“野馬鬱蘭”，是唇形科牛至属中的一種植物。
牛至和馬鬱蘭同属牛至属，为近亲。后者在中东也叫“甘牛至”（sweet marjoram）。

## 形态
多年生草本植物，高达60公分，全株被有微柔毛，有芳香；方形茎；卵形或矩圆状卵形的叶子对生，有腺点和柔毛；夏季开紫红色至白色的唇形花，成伞房状圆锥花序；卵圆形小坚果。

## 分布
原生於歐洲地中海沿岸地區；生于山坡草地、路旁。栽培需要排水良好的土壤及充足的日照。

## 用途

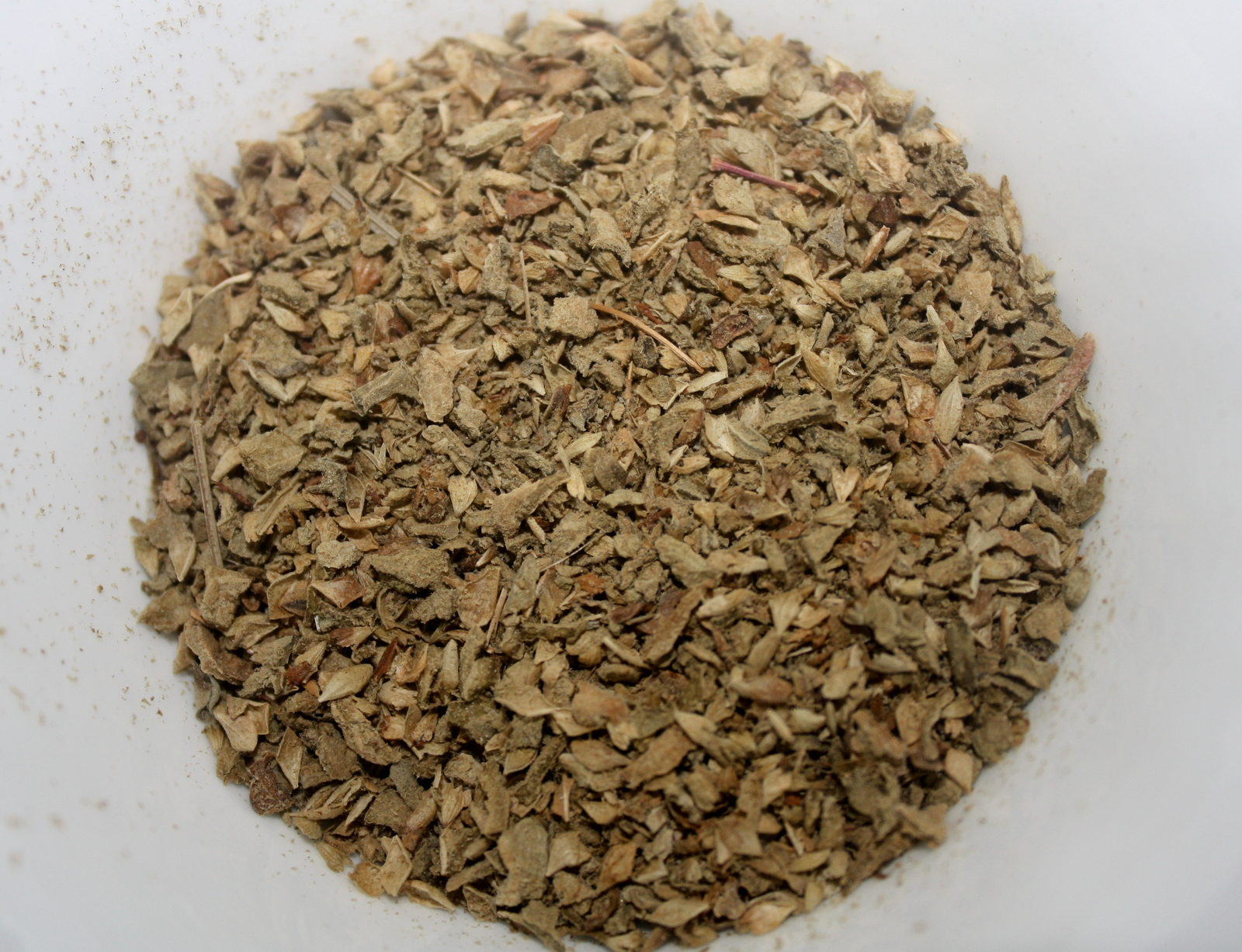
用作调料的干牛至叶

牛至全草可提取芳香油，作藥用，紆緩傷風感冒病徵，但味道極不好喝；做烹調用時，常與番茄、乳酪搭配；牛至與羅勒是給予義大利菜獨特香味的兩大用料。因時常撒在披薩餅，又名披薩草。

## 外部連結
- 牛至 Niuzhi （页面存档备份，存于） 藥用植物圖像資料庫 (香港浸會大學中醫藥學院) （繁體中文）（英文）
- 牛至 Niu Zhi （页面存档备份，存于） 中藥標本數據庫 (香港浸會大學中醫藥學院) （繁體中文）（英文）

- How to Grow Oregano Information about planting, propagating and growing oregano.
- Flora Europaea: Origanum vulgare （页面存档备份，存于）
- Germplasm Resources Information Network: Origanum vulgare （页面存档备份，存于）
- Gernot Katzer's Spice Pages: Oregano (Origanum vulgare L.) （页面存档备份，存于）
- Inhibition of enteric parasites by emulsified oil of oregano[永久]
- Oregano Herb Profile: vulgare